# Большое Огарёво
Большое Огарёво — село в Тёпло-Огарёвском районе Тульской области России.
В рамках административно-территориального устройства является центром Больше-Огарёвского сельского округа Тёпло-Огарёвского района, в рамках организации местного самоуправления включается в Волчье-Дубравское сельское поселение.

## История
В 1859-м году имело второе название Никольское. Имело 118 дворов, где жили 607 мужчин и 604 женщин, и одну православную церковь.

## География
Расположено в 12 км к юго-востоку от райцентра, посёлка городского типа Тёплое, и в 73 км к югу от областного центра, г. Тулы. 

## Население
| 2002 | 2010 |
| ---- | ---- |
| 325  | ↘244 |